# Turritriton
Turritriton is een geslacht van weekdieren uit de klasse van de Gastropoda (slakken).

## Soorten
- Turritriton gibbosus (Broderip, 1833)
- Turritriton kobelti (Maltzan, 1884)
- Turritriton labiosus (W. Wood, 1828)
- Turritriton tenuiliratus (Lischke, 1873)

### Synoniemen
- Turritriton fittkaui (Parth, 1991) => Turritriton tenuiliratus (Lischke, 1873)